# Hôtel Transylvanie 3 : Des vacances monstrueuses
Pour les articles homonymes, voir Transylvanie.
Série Hôtel Transylvanie
Hôtel Transylvanie 2
(2015) Hôtel Transylvanie : Changements monstres
(2022)
Pour plus de détails, voir Fiche technique et Distribution.
Hôtel Transylvanie 3 : Des vacances monstrueuses (Hotel Transylvania 3: Summer Vacation) ou Hôtel Transylvanie 3 : Les vacances d'été au Québec, est un film américain d'animation en images de synthèse co-écrit (avec Michael McCullers) et réalisé par Genndy Tartakovsky, sorti en 2018. C'est la suite de Hôtel Transylvanie (2012) et de Hôtel Transylvanie 2 (2015), et sera suivi de Hôtel Transylvanie : Changements monstres, sortie en 2022.
Le comte Dracula se sent désespérément seul depuis la mort de son épouse Martha en 1895. Ses amis lui présentent des prétendantes car cela fait plus d'un siècle qu'est survenu ce funeste événement. Mais Dracula est persuadé qu'un « zing », un coup de foudre chez les monstres, n'arrive qu'une fois dans une vie et qu'il est inutile de s'acharner. Sa fille Mavis pense que la mélancolie de son père est due à la fatigue causée par la gestion d'un hôtel qui ne cesse de s'agrandir. Elle estime qu'une pause lui ferait le plus grand bien, d'autant plus qu'il n'est pas sorti de l'hôtel depuis sa construction en 1898, car traumatisé par le meurtre de sa bien-aimée et la destruction de son château par des humains lors d'une émeute. Il s'est alors concentré sur l'éducation de sa fille et la gestion de son hôtel.

## Synopsis

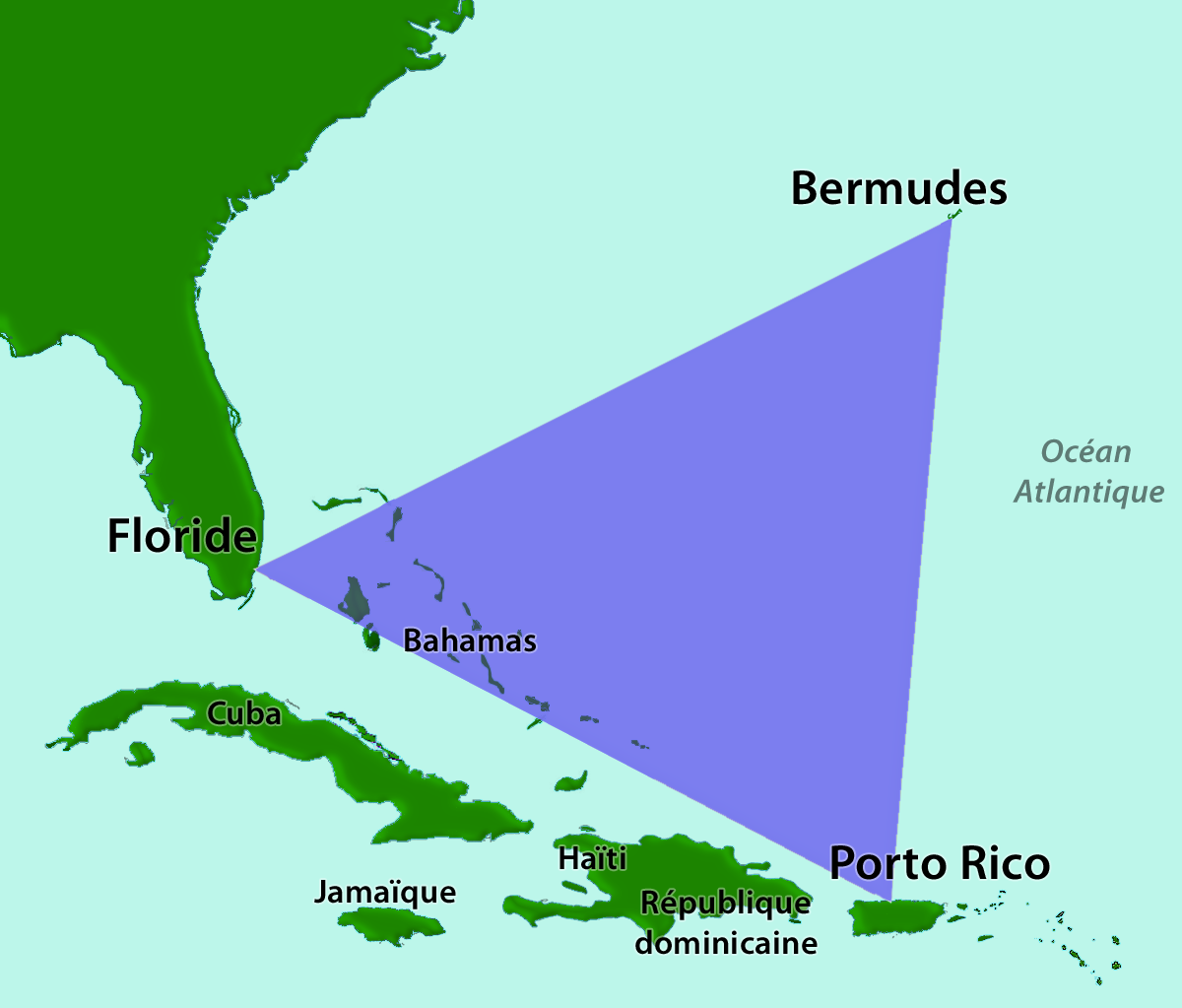

En 1897, en Autriche-Hongrie, le comte Dracula et plusieurs de ses amis voyagent déguisés dans un train pour Budapest. Ils souhaitent obtenir l'autorisation de construire un hôtel en Transylvanie. Cependant, le pire ennemi du comte et des monstres, le professeur de médecine néerlandais Abraham Van Helsing, monte à bord du train et tente de tuer le comte et ses amis. Obsédé par l'eugénisme, le professeur souhaite exterminer les monstres afin de purifier la race humaine, selon lui. Dracula et ses amis s'échappent en grimpant sur le toit, et le comte jette le professeur du train en marche, le tuant apparemment.
En 2018, quelques semaines après le deuxième film, Dracula gère son activité hôtelière avec sa fille Mavis et son beau-fils Johnny. Le comte est déprimé d'être resté célibataire depuis la mort de sa femme Martha en 1895 malgré ses tentatives pour rencontrer quelqu'un. Interprétant cela comme du stress dû au surmenage, Mavis réserve une croisière afin qu'ils puissent tous faire une pause et passer plus de temps ensemble en famille et entre amis. Ils pourront aussi découvrir la société humaine.
Le comte Dracula, son beau-fils Johnny, sa fille Mavis, son petit-fils Dennis, son père le comte Vlad, ainsi que quelques dizaines de clients de l'hôtel parmi les plus fidèles au comte montent à bord d'un bateau de croisière appelé Legacy, au départ de Saint-Martin. La croisière traversera le Triangle des Bermudes en aller-retour. Le comte rencontre la capitaine humaine et néerlandaise du navire, Ericka, et tombe instantanément amoureux d'elle à première vue, ce qu'il pensait impossible car il avait déjà « zingué » auparavant.
Une fois le navire parti, le jour venu, alors que tous les passagers dorment, la capitaine Ericka se rend dans une pièce privée et secrète sous le pont inférieur. Elle y retrouve son arrière-grand-père Abraham Van Helsing, embarqué clandestinement avec sa complicité. À plus de 160 ans, le professeur Van Helsing est toujours vivant, ayant survécu à la chute du train en 1897. Grâce à ses recherches, il a prolongé son espérance de vie avec des vaccins, et a presque entièrement mécanisé son corps afin de devenir immortel.
Le plan diabolique du professeur, mûri de longue date, pour éliminer le plus de monstres possible et revenir au grand jour en sauveur de l'humanité se concrétise. À l'arrivée du paquebot au dessus de la ville perdue d'Atlantis, dont la capitaine et le professeur sont les seuls à connaître l'existence et l'emplacement, il utilisera une arme de destruction massive tapie dans les ruines d'Atlantis. Van Helsing fait promettre à Ericka de ne pas essayer de tuer Dracula avant d’arriver à Atlantis, mais elle lui désobéit en essayant de le tueur sans succès. Les amis de Dracula remarquent que la capitaine s'intéresse beaucoup au comte, et y voient un signe d'affection. Le comte demande nerveusement à la capitaine Ericka de dîner avec lui, et elle accepte puisqu'elle voit cela comme une occasion pour le tuer, mais échoue à nouveau.
Alors qu'ils dînent sur une île déserte, la capitaine commence à sympathiser fortement avec le comte, après qu'ils ont appris le passé de l'autre sur la perte de leurs proches. La capitaine s'étonne de le personnalité et du comportement des monstres et du comte, si différent de ce que lui a enseigné Van Helsing. Elle commence à douter des théories eugénistes de son ascendant. Mavis découvre que son père s'intéresse à la capitaine du navire et se méfie des motivations de cette dernière. Le navire de croisière atteint l'emplacement d'Atlantis qui est devenu un casino pour monstres. Au casino, Dracula décide de dire à Mavis la vérité sur ses sentiments pour Ericka, mais est distrait en voyant la capitaine entrer dans une crypte souterraine que même les employés du casino ne connaissent pas.
Le comte suit la capitaine. Sa fille Mavis n'est pas loin derrière. Dracula apprend de la capitaine Ericka qu'elle est à la recherche d'un héritage familial. Ensemble, ils échappent à des pièges mortels et s'échappent avec un objet mystérieux. Mavis arrive et les confrontent. Le comte avoue qu'il a « zingué » avec la capitaine, à la surprise et à la confusion de Mavis. Le vampire explique alors à Ericka ce qu'est un « zing ». Cela la force à rejeter les sentiments de Dracula pour elle. Le comte a le cœur brisé et Mavis se sent coupable.
Ericka dissimule ses regrets à Van Helsing et lui donne l'objet, qui permet d'activer l'arme de destruction massive. Le piège sera tendu le lendemain soir au casino lors d'une soirée dansante. Remarquant que Dracula est toujours déprimé à propos de la capitaine Ericka, Mavis prend les conseils de son époux Johnny et propose à son père de parler à Ericka, admettant qu'elle avait peur que son père la quitte, ce qui apaise le comte.
Le professeur Van Helsing se rend au casino et se présente devant Dracula, sa famille, ses amis et les convives médusés. La capitaine Ericka, attristée, est forcée de révéler qu'elle est l'arrière-petite-fille du professeur. Van Helsing dévoile ce qui permet d'actionner l'arme de destruction massive : un étui protégeant une partition de musique. Le professeur joue alors devant les convives paralysés par la stupeur une chanson avec un orgue. Cette musique réveille et hypnotise un Kraken de plusieurs centaines de mètres vivant dans les ruines d'Atlantis.
Le Kraken détruit le casino. Dracula est grièvement blessé par le Kraken en tentant de l'affronter. Ericka s'interpose et supplie son arrière-grand-père d'arrêter la destruction, confessant son amour pour le comte. Cela met le professeur dans une colère noire. Sur les ruines du casino, tentant désespérément de pacifier le Kraken, Johnny ouvre un kit DJ portable et joue des chansons positives, comme Good Vibrations et Don't Worry, Be Happy. Mais Van Helsing riposte à chaque fois. Mais grâce au tube Macarena, le Kraken se détend et se met à danser. Le professeur est incapable de contrer cette chanson alors que les humains et les monstres ayant survécu à l'attaque du Kraken commencent à danser. La partition diabolique se déchire en mille morceaux.
Déboussolé par la Macarena, Van Helsing glisse et tombe de la plate-forme, mais Dracula le rattrape et le sauve. Le professeur est stupéfait et touché par l'acte de gentillesse et de pardon de la part du vampire. Van Helsing s'excuse auprès des monstres et décide de faire pardonner en faisant un remboursement complet pour la croisière.
De retour à l'hôtel Transylvanie, le comte Dracula, sa famille et ses amis sont remis de leurs blessures et de leurs émotions. Alors, le comte fait une demande en mariage à la capitaine Ericka, qui reste bouche bée avant d'accepter.

## Fiche technique
- Titre original : Hotel Transylvania 3: Summer Vacation
- Titre français : Hôtel Transylvanie 3 : Des vacances monstrueuses
- Titre québécois : Hôtel Transylvanie 3 : Les Vacances d'été
- Réalisation : Genndy Tartakovsky
- Scénario : Michael McCullers et Genndy Tartakovsky
- Musique : Mark Mothersbaugh
- Direction artistique : Christian Schellewald
- Décors : Scott Wills
- Montage : Joyce Arrastia
- Production : Michelle Murdocca
- Budget : 65 millions de $
- Société de production : MRC etc Sony Pictures Animation
- Pays de production :  États-Unis
- Langue originale : anglais
- Format : couleur (partiellement noir et blanc) - 1,85:1 - 35 mm
- Genre : animation, comédie
- Durée : 97 minutes
- Dates de sortie :
  - États-Unis : 13 juillet 2018
  - France : 13 juin 2018 (Annecy) ; 25 juillet 2018 (en salles)
  - Suisse romande : 12 juillet 2018 (Festival international du film fantastique de Neuchâtel 2018) ; 25 juillet 2018 (en salles)
  - Côte d'Ivoire : 20 juillet 2018[réf. nécessaire]
- Classification :
  - États-Unis : PG (« some action and rude humor »)
  - France : tous publics

## Distribution

### Voix originales
- Adam Sandler : Dracula
- Andy Samberg : Jonathan Loughran, le garçon ordinaire
- Selena Gomez : Mavis, la fille de Dracula
- Kevin James : le monstre de Frankenstein (dit « Frank »)
- David Spade : Griffin, l'homme invisible
- Steve Buscemi : Wayne, le loup-garou
- Keegan-Michael Key : Murray, la momie
- Molly Shannon : Wanda, la femme de Wayne
- Fran Drescher : Eunice, la femme du monstre de Frankenstein
- Troy Baker : Cardinal, la familie Ericka Van Helsing
- Kathryn Hahn : Ericka Van Helsing
- Jim Gaffigan : Abraham Van Helsing
- Mel Brooks : Vlad, le père de Dracula
- Asher Blinkoff : Dennis Loughran
- Sadie Sandler : Winnie, la fille de Wayne et Wanda
- Genndy Tartakovsky : Blobby
- Chrissy Teigen : Crystal la femme de Griffin
- Joe Jonas : le Kraken

### Voix françaises
- Serge Faliu : Dracula
- Diane Dassigny : Mavis
- Gauthier Battoue : Jonathan dit Johnny
- Mélody Dubos : Ericka Van Helsing
- Xavier Fagnon : le monstre de Frankenstein (dit « Frank »)
- Guillaume Lebon : Wayne, le loup-garou
- William Coryn : Griffin, l'homme invisible
- Daniel Lobé : Murray, la momie
- Simon Faliu : Dennis
- Victoire Pauwels : Winnie
- Laura Zichy : Eunice
- Henri Guybet : Vlad Dracula
- José Luccioni : Abraham Van Helsing
- Catherine Davenier : Wanda
- Elliott Schmitt : le garçon autrichien et le Kraken
- Lola Dubini : poisson lune au début qui va se marier et la voix du téléphone de Dracula
- Bernard Métraux : l'équipage poissons au Triangle des Bermudes
- Bertrand Suarez Pazos : le chupacabra
- Olivier Constantin : le poisson chanteur
- voix additionnelles : Antoine Schoumsky, Michèle Garcias, Anto Mela, Cindy Tempez, Alexandra Garijo et Jean-Rémi Tichit

 Source et légende : version française (VF) sur RS Doublage et selon le carton du doublage français cinématographique.
 Sauf indication contraire ou complémentaire, les informations mentionnées dans cette section proviennent du générique de fin de l'œuvre audiovisuelle présentée ici.

### Voix québécoises
- Alain Zouvi : Dracula
- Geneviève Déry : Mavis
- Patrick Chouinard : le monstre de Frankenstein (dit « Frank »)
- Sébastien Dhavernas : Wayne
- François Sasseville : Griffin
- François L'Écuyer : Murray
- Éveline Gélinas : Capitaine Ericka
- Gabriel Lessard : Johnny
- Élise Bertrand : Eunice
- Jacob Lemieux : Dennis
- Frédéric Desager : Van Helsing
- Nadia Paradis : Wanda
- Marc Bellier : Vlad
- Pierre Auger : Chupacabra
- Louis-Philippe Dandenault : Tinkles
- Gilbert Lachance : Stan
- Julie Burroughs : Frankenlady
- Hugolin Chevrette-Landesque : Les Gremlins

## Commentaire
- Serge Faliu, qui avait prêté sa voix à Dracula dans la version française du premier opus puis était remplacé par Kad Merad dans le second, reprend le rôle pour cet épisode ainsi que dans sa suite.

## Accueil

### Accueil critique
Le film n’est pas chaudement recommandé par les médias français. Les onze critiques qui ont pris la peine de le visionner lui ont donné, selon Allociné, la note moyenne de 3,1 sur 5.

### Box-office
En France, avec 3 millions d’entrées, il se classe 13e au box-office de l'année 2018. Sur le plan mondial, il rapporte 528 millions de dollars (pour un budget de 80 millions), il se classe 16e au box-office de l’année.